# 硝酸镥
硝酸镥是一种无机化合物，化学式为Lu(NO3)3。

## 制备
硝酸镥可以将氧化镥、氢氧化镥或碳酸镥溶于硝酸得到：
Lu2O3 + 6 HNO3 → 2 Lu(NO3)3 + 3 H2O
Lu(OH)3 + 3 HNO3 → Lu(NO3)3 + 3 H2O
所得溶液经过小心蒸发可以得到水合硝酸镥，其中六水合物最常见。

## 化学性质
水合硝酸镥受热分解，产生LuONO3，继续加热得到氧化镥。